# Картография в Древней Греции

## Ранняя греческая литература

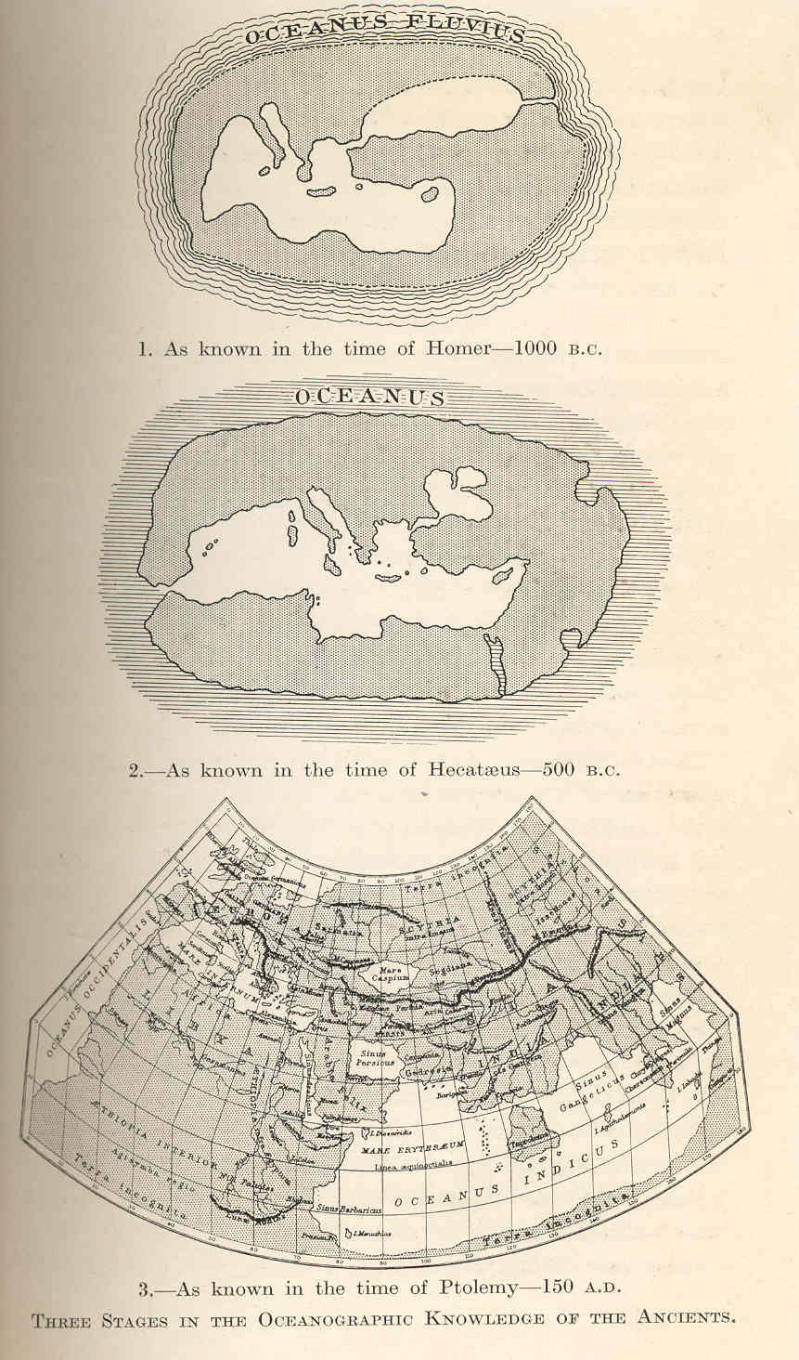
3 стадии представлений греков о Земле:
1) Времена Гомера 2) Карта Гекатея 3) Карта Птолемея

При анализе ранней географической литературы и ранних представлений о Земле все источники приводят к Гомеру, который, по мнению многих, является отцом-основателем географии. Независимо от споров о действительном существовании Гомера, точно известно одно: он не был картографом. Прилагаемые карты, которые предположительно представляет собой видение Гомером мира, не была создана им. Это восстановление воображаемого мира, как описанного Гомером в его двух поэмах – «Илиада» и «Одиссея». Стоит отметить, что каждое из этих сочинений включает в себя сильный географический символизм. Их можно рассматривать в качестве описательной картины жизни и войны в бронзовом веке и иллюстрированных планов реальных поездок. Таким образом, каждая из них развивает философский взгляд на мир, что позволяет показать эту информацию в виде карты.
Изображение Земли, задуманное Гомером, которое было принято древними греками, представляет собой плоский диск, окружённый постоянно движущимися потоками океана. Эта идея, возникнет из существования горизонта, и видов, открывающихся с вершины горы или на берегу моря. Познания Гомера о Земле были весьма скудными. Он и его греческие современники знали очень мало о землях за пределами Египта. Их знания ограничивались Ливийской пустыней на юге, юго-западным побережьем Малой Азии и северной границей своей родины. Кроме того, о побережье Чёрного моря стало известно только через мифы и легенды, распространённые в его время. В его стихах нет упоминаний о Европе и Азии в качестве географического понятия, и не упоминаются финикийцы. Это кажется странным, если вспомнить, что происхождение названия Океана (Oceanus) - этот термин использованный Гомером в его стихах, связан с финикийцами. Именно поэтому большая часть мира Гомера, изображённого на карте его поэм, представляет собой описание земель, ограниченных Эгейским морем. Стоит также отметить, что греки считали, что они живут в центре Земли, а края мирового диска были населены дикарями, чудовищными варварами, странными животными и монстрами; многие из них упоминаются в Одиссее Гомера.
Дополнительные сведения о географии Древней Греции могут быть найдены в поэмах Гесиода, написанных, вероятно, в восьмом веке до нашей эры. В поэмах «Труды и дни» и «Теогония» он показывает его современникам определённый уровень географических знаний. Он знакомит читателей с названиями таких рек, как Нил, Истра (Дунай), с берегами Босфора, и Эвксина (Чёрное море), с побережьем Галлии, островом Сицилия и рядом других регионов и рек. Высокому уровню его познаний в географии способствовало не только начало греческих экспансий, но также и материалы из более ранних греческих карт мира, созданных такими греческими картографами, как Анаксимандр и Гекатей из Милета.

## Ранние греческие карты
В древности карты были составлены Анаксимандром, Гекатеем Милетским, Геродотом, Эратосфеном и Птолемеем, которые использовали как исследовательские наблюдения, так и математический подход.
Первые шаги в развитии интеллектуальной мысли в Древней Греции принадлежат ионийцам с их известным городом Милет в Малой Азии. Милет географически был очень удобно расположен для поглощения знаний Вавилона и получения прибыли от расширения торговли в Средиземноморье. Первым среди греков, создавшим карту мира, называется Анаксимандр из Милета (ок. 611-546 до н.э.), ученик Фалеса. Он считал, что Земля имеет цилиндрическую форму, подобно каменной колонне плавающей в пространстве, а населённая её часть была круглая, в форме диска, и, предположительно, является верхней поверхностью цилиндра.
По-видимому, Анаксимандр был первым древнегреческим географом, изобразившим карту известного мира. Именно по этой причине многими он рассматривается как первый картограф. Однако нехватка археологических и письменных доказательств мешает давать какие-либо точные оценки его карте. Можно предположить, что он изображал сушу и моря в виде карты. К сожалению, какие-либо определённые географические знания, относящиеся к этой карте, являются также утраченными. Хотя карта Анаксимандра не сохранилась, Гекатей из Милета (550-475 до н.э.), пятьдесят лет спустя создал новую карту, которая, по его словам, представляет собой усовершенствованную версию карты его знаменитого предшественника.
Карта Гекатея описывает Землю как круглый диск окружённый океаном, в центре которого находится Греция. Эта идея была очень популярным элементом мировоззрения современной Греции, выраженная первоначально в стихах Гомера. Кроме того, подобно многим другим ранним картам древности, на его карте не соблюдён масштаб. В качестве единиц измерения использовались «Дни плавания» по морю и «Дни ходьбы» по суше. Эта карта должна была стать дополнением к географической работе Гекатея известной как «Periodos Ges» или «Кругосветное путешествие». «Periodos Ges» была разделена на две книги: «Европа» и «Азия», последняя из которых также включала в себя Ливию — так называли всю известную в то время часть Африки.
Работа следует предположению автора о том, что мир разделён на два континента — Азию и Европу. В качестве границы между ними он прочерчивает линию между Геркулесовыми столбами, через Босфор, по реке Дон. Гекатей является первым известным писателем, который считал, что Каспийское море впадает в окружающий землю океан - идея которая в течение длительного времени сохранялась в период эллинизма. Он был особенно информированным о Чёрном море, добавив на карту множество географических мест, которые уже были известны грекам благодаря колонизации. К северу от Дуная, в соответствии с Гекатеем находились Порывистые (Рифейские) горы, за которые жили гипербореи — народ Крайнего Севера. Гекатей изобразил истоки реки Нил южной частью круглого океана. Этим предположением Гекатей смог объяснить тайну ежегодных разливов Нила. Причиной этого явления он считал волны мирового океана. Стоит отметить, что создание аналогичной карты, основанной на разработке Гекатея, было направлено на помощь в принятии политических решений. Согласно Геродоту, она была выгравирована на бронзовой табличке и отнесена в Спарту Аристагором во время восстаний в Ионический городах против персидского владычества от 499 до 494 до нашей эры.
Анаксимен из Милета (VI век до н. э.), который учился у Анаксимандра, отверг взгляды своего учителя о форме Земли. Вместо этого он представляет себе Землю в форме прямоугольника, которая поддерживается сжатым воздухом. Интересно отметить, что это представление о форме Земли некоторым образом сохранилось и сегодня ввиду того, как изображаются современные карты — большинство из них ограничены прямоугольником (то есть границы карты, экран компьютера, или страницы документа).
Пифагор из Самоса (ок. 560—480 до н. э.) размышляли о Земле сферической формы с огнём в её центре. Ему также приписывают создание модели, которая делит сферическую землю на пять зон: одну жаркую, две умеренные и две холодные — северную и южную. Вполне вероятно, что он иллюстрировал своё деление земли в форме карты, однако, никаких доказательств этого до настоящего времени не сохранилось.
Моряк Скилак Кариандский сделал запись своих плаваний по Средиземноморью (515 г. до нашей эры). Это самый ранний из известных греческих наборов периплов, или парусных инструкций, которые позже стали базой для многих будущих картографов, особенно в средневековье.
Путь, которым географические знания греков развивались, отталкиваясь от ранних предположений о форме Земли, проходит через Геродота и его видение мира. Его карта тоже не сохранилась, а многие считают, что она вовсе никогда и не создавалась. Хотя возможно карта изображённая выше является её реконструкцией.
Геродот путешествовал много и далеко, собирая информацию и документируя свои наблюдения в книгах о Европе, Азии и Ливии. Он сравнивал и совмещал свои знания с тем, что он узнавал от людей, с которыми встречался в ходе своих путешествий. Геродот пишет свои «Истории» в середине четырёхсотых годов до нашей эры. Хотя его работа была посвящена истории долгой борьбы греков с персидской империей, Геродот также включил в неё всё, что он знал о географии, истории и народах мира. Таким образом, его работа даёт детальную картину мира известного в пятом веке до нашей эры.
Геродот отклонил преобладающее утверждение большинства карт пятого века, что земля является круглым диском, окружённым океаном. В своей работе он описывает Землю как тело неправильной формы, а окружёнными океанами только Азию и Африку. Он вводит такие названия как Атлантический океан и Эритрейское море (Красное море). Он также разделил мир на три континента: Европу, Азию и Африку. Он изобразил границы Европы, как линию, проходящую от Столбов Геркулеса, через Босфор до района между Каспийским морем и рекой Инд. Он рассматривал Нил в качестве границы между Азией и Африкой. Он предположил, что размер Европы гораздо больше, чем считалось в то время.
В случае с Африкой он считал, что, за исключением небольшой полоски земли в районе Суэца, континент был фактически окружён водой. Тем не менее, он решительно не согласен со своими предшественниками и современниками о круглой форме Земли. Свою теорию он основывает на истории фараона Нехо II, правителя Египта между 609 и 594 г. до н.э., который послал финикийцев в плавание вокруг Африки. На это им потребовалось три года, но они подтвердили его идею. Геродот предположил, что Нил берёт своё начало также далеко на западе как река Истра в Европе, и что он делит Африку пополам. Он также был первым писателем, который предположил, что Каспийское море полностью отделено от других морей сушей, и назвал северную Скифию одним из самых холодных населённых участков мира.
Подобно своим предшественникам, Геродот также допустил ошибки. Он применял чёткое различие между цивилизованными греками в центре Земли и варварами по краям мира. В его «Истории» мы можем ясно видеть, что Геродот считал, что мир становился всё более и более чуждым, когда он один путешествовал вдаль от Греции, пока один не достиг края земли, где люди вели себя как дикари.

## Сферическая форма Земли и меридианы
В то время как многие предыдущие греческие философы предполагали, что земля имеет сферическую форму, Аристотель (384-322 до н.э.) первым привёл доказательства шарообразности Земли. Его аргументы можно выразить следующим образом:
- тень Земли на Луне во время лунных затмений всегда круглая,
- корабли словно тонут, когда они скрываются за горизонт и пропадают из поля зрения,
- некоторые звёзды можно увидеть только из определённых частей Земли.

Важным вкладом в отображении реальности мира является попытка доказательства круглой формы Земли с научной точки зрения. Это событие считается первой научной попыткой дать математическое обоснование географическим исследованиям. Человек, которому приписывается это достижение — Эратосфен (275-195 до н.э.). Его работы, в том числе «Оценка земли» и «География», сохранились только в трудах более поздних философов, таких как Клеомед и Страбон. Он был настоящим географом, который встал на пути реформирования и совершенствования карты мира.
Эратосфен утверждал, что точное отображение мира, даже в двух измерениях, зависит только от установления точных линейных размеров. Он смог вычислить окружность Земли с точностью расчёта в 0,5% по длине теней в различных частях Египта в определённый момент времени. Эратосфен измерял расстояния между двумя тенями, а затем и их длины. Из этих данных он вычислил угол между тенями, и определил, какими размерами должна обладать Земля, если её окружность составляет 360 градусов. Его великие достижения в области картографии сразу стали использоваться в качестве новой методики для построения карт с меридианами и параллелями. Эти осевые линии были размещены на карту Земли из города своего происхождения – Родоса, и с тех пор мир стал разделён на сектора. Затем Эратосфен стал использовать эти участки земли для определения мест на карте.
Также он был первым, кто разделил Землю на пять климатических зон: тропический пояс посередине, две холодные зоны на крайнем севере и юге, и две умеренной полосы между ними, и первым использовавшим термин «География».

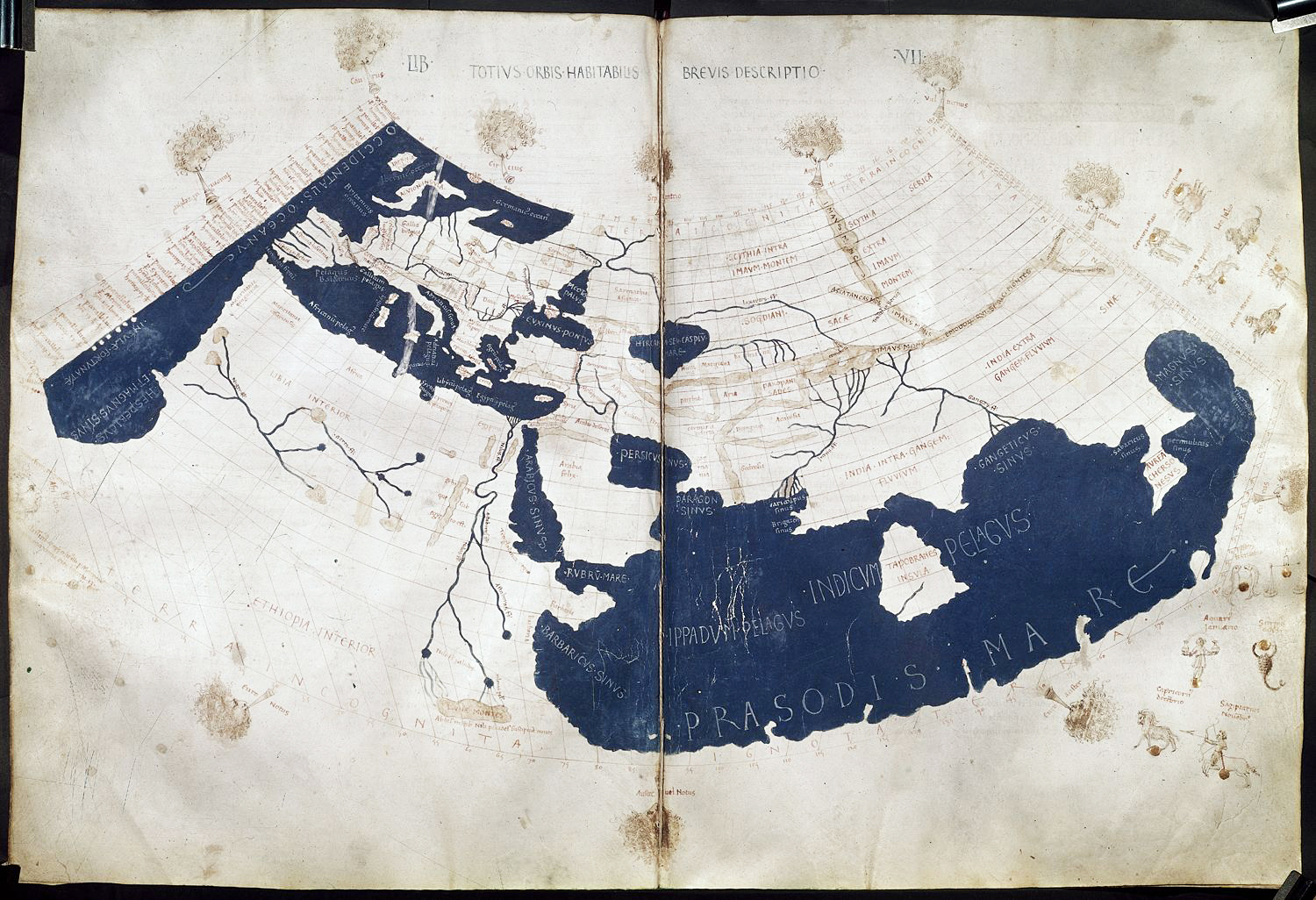
Карта мира Клавдия Птолемея в средневековой копии 1467 года

Клавдий Птолемей (90-168 н.э.) считал, что с помощью астрономии и математики, земля может быть очень точно отображена на карте. Птолемей совершил революцию в изображении сферической Земли на плоскости, и предложил точные методы для определения положения географических объектов на поверхности земли с использованием системы координат с параллелями широты и меридианами долготы.
Атлас Птолемея «География» в восьми томах является прототипом всех современных карт и ГИС. Он включал в себя список географических названий, с указанием широты и долготы каждого места для облегчения поиска, были указаны масштаб, условные знаки с легендой, а также методика ориентации карт — так, чтобы север на карте был вверху, а восток справа.
Тем не менее, со всеми своими важными нововведениями, Птолемей также не был безупречным. Наиболее важной является его ошибка с расчётом окружности Земли. Он считал, что Евразия охватывает 180° окружности мира, в чем так же был убеждён и Христофор Колумб, которых хотел воспользоваться этим фактом, чтобы переплыть Атлантику, и найти более простой и быстрый способ добраться до Индии. Если бы Колумбу было известно, что истинное расстояние от Европы до Индии на запад намного больше, то возможно, что он бы никогда не отправился в своё важное путешествие.